# إميت ماكديرموت
إميت ماكديرموت هو طبيب أسنان وسياسي أسترالي، ولد في 6 سبتمبر 1911 في Glebe, New South Wales ‏ في أستراليا، وتوفي في 31 أغسطس 2002. نشط حزبياً في الحزب الليبرالي الأسترالي.